# タアン民族解放軍
タアン民族解放軍（タアンみんぞくかいほうぐん、ビルマ語: တအာင်းအမျိုးသားလွတ်မြောက်ရေးတပ်မတော်、タアン語: 
တံပ်နာန်းပ်ုန်လောတ်ခြိူဝ်းတအာင်း、英語: Ta'ang National Liberation Army、略称: TNLA）は、ミャンマーの反政府軍の1つであり、パラウン州解放戦線（PSLF）の軍事部門である。
2016年11月20日にミャンマー民族民主同盟軍、アラカン軍、それにカチン独立軍の一部と共に北部同盟を結成し、ここからカチン独立軍を除いた3勢力で2019年に三兄弟同盟を結成している。

## 名称
軍事部門のタアン民族解放軍はエンドニムである「タアン」を、政治部門のパラウン州解放戦線はエクソニムである「パラウン」を用いている。「タアン」の呼称は、民族集団的アイデンティティの再構築の一環として取り入れられている。2008年憲法ではマントン郡区とナムサン郡区にパラウン自治区が設置されたが、こうした外部から押し付けられた地理的・社会的な制限よりも、タアンの土地はより広いものであるべきであるという考えから「タアン」の呼称が取り入れられている。一方で、政治部門に「パラウン」の呼称を使用し続けているのは抵抗運動の歴史的な連続性を強調するためである。

## 歴史

### 前史
タアン族は伝統的にナムサンのツァオパーの統治下で生活してきた。植民地期と1948年から1962年までのビルマの民主主義時代にはタアン族には限定的な自治権が与えられていた。1962年のネ・ウィンによるクーデターを機にタアン族の武装闘争が始まった。
1963年1月12日にはシャン州独立軍（SSIA）のもとでパラウン民族軍（Palaung National Force: PNF）が結成された。PNFはシャン州軍に合流した。1966年、ナムサン-ナムカム地区のシャン州軍第1旅団指揮下にあったPNF2個大隊（第5,第6大隊）が独立したが、1968年から69年にかけて2個大隊は分裂した。第5大隊はトーンペンのツァオパーの3人息子であるクン・リー、クン・エイ、サオ・ノーファーが指揮を取り、国民党軍およびシャン州軍と同盟した。第6大隊はコンタウンとチョーフラが指揮し、カチン独立機構（KIO）と同盟した。第5大隊はワンマイの本部をライバルであるPNF/KIOに奪われ、クン・リーとクン・エイが殺害されたのち、ノーファー率いる第5大隊残党はモーヘン率いるシャン連合革命軍（SURA）への合流を余儀なくされた。コンタウン率いるPNFは、1976年2月12日にパラウン州解放機構/軍（Palaung State Liberation Organisation/Army: PSLO/A）と改称した。同年には民族民主戦線（National Democratic Front: NDF）に加盟した。1974年9月に締結されていたシャン州進歩党（SSPP）およびカチン独立機構（KIO）との三者間軍事協定により、PSLOは効果的なゲリラ組織へと発展した。PSLOはナムカム、ラーショー、ピンウールウィン間の山地を支配し、2個大隊1,000人規模の軍隊を擁した。1979年にはコンタウンがミャンマー軍との戦闘で負った重傷が元で死亡し、チョーフラがPSLOの実権を握ることとなった。
1986年10月、マイ・アイ・モン議長のもとでPSLOはパラウン州解放党（PSLP）に改名した。NDFとビルマ共産党（CPB）の同盟が締結されると、PSLP、KIO、SSPPのNDF北部管区はCPBと連携して1986年11月にミャンマー軍に対する攻勢を行った。
1991年初頭までに軍事政権はPSLAを除くシャン州北部の武装勢力と停戦条約を締結していた。さらに、軍事政権はタアン族の村人とPSLAの間のコミュニケーションを妨害するという作戦を行った。軍事政権は茶の収穫期にナムカムの62の村とナムサンの40の村を強制移転させて、茶が収穫できないようにして村人の収入を減少させ、PSLAに停戦するよう圧力をかけた。武器の供給源であったカチン独立軍第4旅団はカチン防衛軍となり、同様に武器や物資の供給源であったタイ・ミャンマー国境のNDF本部に派遣された部隊とのアクセスも遮断された。タアン族のコミュニティは結集し、軍事政権との停戦に応じるようにPSLAに請願した。タアン族の高名な僧侶がタアン地域において協議を行い、このままではタアン族は生き残ることが出来ないとして、正式な請願書をPSLA幹部に提出した。PSLAは結果的に1991年4月21日にミャンマー軍と停戦し、シャン州第7特区としてその支配領域を認められた。PSLAは武器を保持したまま、事業を展開することを許されたが、ミャンマー軍はPSLA支配領域に基地を設置し、兵士を送り込んだ。本部のあるマントンでさえミャンマー軍の兵士はPSLAより多い状況であった。停戦期間中、ミャンマー軍はタアン族住民から金銭や食料などを強奪し、そのうえ咎められないという有様であった。

### 1990年代

#### PSLF結成
停戦に不満を持つ一部のメンバーはカレン民族同盟本部のマナプロウにおいて、パラウン州解放戦線（PSLF）を立ち上げた。PSLFはNDFや民主派勢力のビルマ民主同盟（Democratic Alliance of Burma: DAB）とも密接な関係を保った。当時はワ民族軍とともにタイ・ミャンマー国境でミャンマー軍に対する共同作戦を行っていた。

### 2000年代
2000年7月25日に第1回PSLF大会がタイ国境で開催され、2005年8月7日に第2回大会がタイのメーソートで開催された。

#### PSLAの降伏
2005年4月29日、PSLAはミャンマー軍北東部軍管区司令のミンフラインに武装解除するように圧力をかけられ、降伏を余儀なくされた。PSLAが大衆の支持を失い、財政的にも厳しい状況では軍事政権の要求を呑まざるを得なかった。さらに、PSLAは降伏を拒んだ場合、モンコー防衛軍のような結末を迎えると脅されていた。こうした理由から、当時300-500程度の兵力を有していたPSLAは降伏という選択肢を取った。
PSLAの降伏式典では、PSLAが保持していたアサルトライフル、RPG、迫撃砲、手榴弾、地雷2個など計568の武器が並べられたが、明らかに正常に機能しているのは半分程度に留まっていた。もう一方では、150袋の米袋、100ビスの食用油、衣類などが並べられていた。しかし、これらは軍事政権が卸売業者から写真撮影用に事前に借りてきたものであり、式典が終わるとPSLAに引き渡されることなく卸売業者に返却された。また、武器も破壊や無効化されることなく、マントンとナムサンの基地に持ち込まれた。これらの武器は元PSLAの兵士からなる新たに結成された民兵組織に配られた。
軍事政権はミャンマー軍やパンセー民兵のようなより強力な民兵の監督下で、10人から15人程度の小規模な民兵を結成させ、タアン族の居住地域をコントロールしようと試みた。民兵の多くはマントンの第130歩兵大隊基地で訓練され、元々PSLAが使用していた武器を使用した。しかし、民兵に与えられた自治権は限られており、さしたる経済的な利権も与えられなかった。また、タアン族の若者は反乱鎮圧作戦に参加させられることに不満を抱き、過激化した。

#### TNLA結成
2007年には軍事部門のタアン民族解放軍（TNLA）の結成準備が進められ、2009年10月11日には中国の瑞麗市で開催された第3回PSLF大会で、TNLAの結成が公表された。結成当初のTNLAは42人の兵士と22丁の武器だけであった。

### 2010年代

#### 武装闘争の開始
2011年9月16日、KIOとPSLFは永続同盟を締結した。PSLA時代からの同盟であったKIOは第2世代にあたるPSLF/TNLAに対しても、弾薬・資金援助・軍事訓練を提供した。KIOによる訓練は、KIO本部のライザないしKIA第3旅団、第4旅団支配地域で行われた。2011年12月、TNLAはKIOによる軍事訓練を修了し、シュウェリ川（瑞麗江）へと向かった。同月31日、TNLAの軍勢はナムカムの南側からシュウェリ川を渡り、シュウェリ渓谷地域に再突入した。そして、2012年1月までにTNLAはタアン地域に浸透し、2012年8月18日にミャンマー軍との戦闘を開始した。それ以来、TNLAはミャンマー軍から身を守るために軍隊を強化してきた。初期のTNLAは小規模であったため、ミャンマー軍は和平交渉に応じることなく、TNLAに繰り返し武装解除を要求した。政府はTNLAが軍事的な攻撃によって敗北すると考えていたが、TNLAの勢力は拡大し続け、2013年には500人程度にまで拡大した。2013年時点で、TNLAは以下の7個大隊を有していた。
- 第112大隊 - クッカイ
- 第256大隊 - ナムサン
- 第478大隊 - ナムカム
- 第367大隊 - マントン
- 第717大隊 - モンミッ・チャウメー
- 第101大隊および第527特殊大隊

TNLAの拡大はミャンマー軍傘下のタアン族民兵を取り込み、TNLAに再編することで進んでいった。元々PSLAの武器を使用していたタアン族民兵はその武器を持ってTNLAに加わった。
TNLAは勢力を拡大しつつあったが、ミャンマー民族民主同盟軍（MNDAA）、アラカン軍（AA）と共に全国停戦合意（NCA）の交渉プロセスから除外された。ミャンマー政府側は、交渉に入りたいならばまず武装解除が必要であるとしたが、これらの武装勢力にとって武装解除は事実上の降伏を意味した。

#### シャン州軍 (南)との紛争
シャン州軍 (南)（SSA-S）は2015年、シャン州軍 (北)（SSA-N）とミャンマー軍の間の戦闘に便乗してシャン州北部の中緬国境地域へと北上し、タアン族居住地域を支配下に置いた。SSA-Sがシャン州北部に置いていた兵力は80-100人程度であったが、2015年5月15日までにその数は1,000人を超えた。SSA-SはTNLAと激しく衝突したが、これはミャンマー軍がSSA-Sを支援する代理戦争であると見なされていた。SSA-Sはタアン族集落の中や丘の上にキャンプや基地を設置し、タアン集落を独自の行政システム支配下に置いた。SSA-Sは道路を封鎖して検問所を置き、集落の外部との連絡を絶った。丘の上のキャンプ周辺には地雷が埋設され、茶畑や密林地帯が立入禁止区域となった。タアン族の住民はPSLF/TNLAとの関連を疑われ、携帯電話の使用が禁じられた。
2018年以降は、TNLAの同盟であるSSA-Nも対SSA-S作戦に参加した。

#### ムセ攻勢
2016年11月20日、TNLAは北部同盟によるムセ攻勢に加わり、TNLA第5旅団はムセの国境警察やミャンマー陸軍の前哨基地を襲撃した。

#### UWSAへの傾斜
2018年頃にTNLAがシャン州北部に足掛かりを築き始めると同時に、古くからの同盟であるKIAよりもワ州連合軍（United Wa State Army: UWSA）を重視するようになった。TNLAは行政の訓練のためにワ州に人員を派遣した。また、2017年にTNLAはUWSAが盟主を務める連邦政治交渉協議委員会（FPNCC）に加盟し、それまで加盟していた統一民族連邦評議会を離脱した。2018年、TNLAはワ州の首府であるパンサンに連絡事務所を開設した。
2019年6月、TNLAはMNDAA、AAとともに三兄弟同盟を結成し、ミャンマー軍に対して攻勢をかけた。同年9月、三兄弟同盟はチャイントンにおける会談ののち、一方的な停戦を宣言した。

### 2020年代

#### SSA-Sに対する勝利
2021年1月以降、TNLA・SSA-N・UWSA連合軍がSSA-Sに対する攻撃を開始した。連合軍はシャン州北部からSSA-Sを駆逐し、タイ国境付近まで戦線を南下させた。2022年1月12日のタアン民族革命記念日にTNLAはSSA-Sに対する勝利宣言を行った。2015年から続いていたSSA-Sの北上計画はこれによって完全に頓挫した。

#### 一時的な休戦
2021年ミャンマークーデター後、ミャンマー軍とTNLAは互いに戦闘を避けるようになり、ミャンマー軍は事実上シャン州北部の大部分から撤退した。しかし、2023年7月から8月にかけてマンダレー-ムセハイウェイ上ないし周辺で両者の衝突が複数回発生した。また、2022年12月、ミャンマー軍はナムサン郡区のTNLA基地にヘリコプターから特殊部隊を送り込んで襲撃を行った。ミャンマー軍はザガイン地方域へTNLA支配地域を通過して武器を運ぶ国民防衛隊を攻撃するつもりだったと釈明したが、これはTNLAに対して抵抗勢力との協力関係に警告を送るものであったと見られている。全体的にTNLAはミャンマー軍との休戦を維持し続けているが、しかし政府との1対1の停戦交渉を避けている。

#### 1027作戦
2023年10月27日、TNLA、アラカン軍、ミャンマー民族民主同盟軍からなる三兄弟同盟は総攻撃を開始し、ミャンマー軍の拠点や中国へ通じる主要道路を占拠した。この結果、TNLAは大きく支配領域を広げた。ミャンマー軍は防衛時にTNLAに対して有毒ガスの含まれる化学兵器を使用した疑いが持たれている。中国が仲介に乗り出し同年12月に軍事政権との交渉を行った。2024年1月10日から11日にかけて両者は中国の仲介で同国の昆明市にて和平交渉を行い、三兄弟同盟として軍事政権と一時停戦することで合意した。
2024年6月25日、TNLAは停戦協定を破棄し、1027作戦第2段階を開始した。6月26日、TNLAはナウンチョーとチャウメーの大部分を占領した。さらに、7月25日にはTNLAとマンダレーPDFの連合軍はモーゴッを占領した。TNLAによる急速な版図の拡大は他の同盟組織との摩擦を引き起こした。
2024年11月25日、TNLAは軍事政権と和平交渉を行う準備があることを表明した。
2025年2月16日から17日にかけて、TNLAの代表団は中国雲南省・昆明で軍事政権と和平協議を行った。TNLAはタアン州の承認を要求し、軍事政権側は2008年憲法に基づくパラウン自治区の枠組みにこだわったため、双方は妥協に至らなかった。2025年4月28日から29日にかけて、TNLAの代表団は昆明で軍事政権と2度目の和平協議を行った。軍事政権側はシッポー、ナウンチョー、チャウメー、モンミッ、モーゴッからの撤退を要求したがTNLAは要求を拒否した。
7月16日、国軍がナウンチョーを奪還した。

## 部隊編成
TNLAの指揮下にある部隊は以下である。
- 軍司令部 – 指揮、事務、支援業務
- 情報通信部隊
- 7個旅団とそれに属する大隊
- 本部防衛大隊 - 第134、245、357大隊
- コマンドー部隊
- 重火器部隊
- 民兵旅団
- 地域防衛隊（Local Defence Forces: LDFs）
- 女性大隊
- 軍法事務局
- 訓練学校
- 士官学校

### 旅団編成
TNLAは第1旅団から第7旅団までの7個旅団からなる。1個旅団は5個大隊からなり、第1旅団から第6旅団までは地域ごとに配置されており、第7旅団のみが機動旅団となっている。
- 第1旅団: 第101、112、478、571、876大隊 - ムセ、ナムカム、モンウィー
- 第2旅団: 第256、434、987、666、717大隊 - ナムカム、モンゴー、シポー、チャウメー、モーゴッ、ナウンチョー
- 第3旅団: 第999、765、773、367、683大隊 - マントン、モンミッ
- 第4旅団: 第919、189、236、568、593 大隊 - ナムトゥ・ラーショー間、ナムトゥ・シポー間
- 第5旅団: 第223、335、447、818、777大隊 - チューコッ（パンサイ）、クッカイ、センウィー、タモニエ
- 第6旅団: 第333、577、595、661、885大隊 - ラーショー、タンヤン、モンヨー
- 第7旅団: 第159、268、387、495、567大隊 - 機動旅団

## 指導者
PSLF/TNLAの中央執行委員会は以下の11人から構成される。うち4人は50代、残りは全員50歳未満である。中央執行委員会の下に置かれる中央委員会は、中央執行委員会の全委員を含む27人の委員から構成される。中央執行委員会に女性の委員はいないものの、中央委員会には2人の女性少佐が含まれている。
- タ・アイ・ボン（Tar Aik Bone）大将 - 議長
- タ・ジョ・ジャー（Tar Jok Jar ）中将 - 副議長（1）
- タ・ク・ラン（Tar Khu Lang）中将 - 副議長（2）
- タ・ボン・チョー（Tar Bone Kyaw）少将 - 事務局長
- タ・ホッ・プラーン（Tar Hol Plarng）少将 - 最高司令官
- タ・オム・タマウン（Tar Om Tamaung）准将 - 共同書記（1）
- タ・グ・ジャー（Tar Gu Jar）准将 - 行政長官
- タ・ノー・レイン（Tar Nor Rein）准将 - 軍事局
- タ・ロム・チョー・ミャ（Tar Lom Kyaw Mya）准将 - 徴税局
- タ・パン・ラ（Tar Parn La）大佐 - 共同書記（2）
- タ・コン・クリ（Tar Kone Khree）大佐 - 警察局長

## 反麻薬政策

### 経緯
PSLAの武装解除以降、タアン族の住む地域は深刻な薬物汚染に見舞われた。連邦団結発展党の議員であるウー・チョーミン（U Kyaw Myint）が率いるパンセー民兵は、かつてのPSLA支配地域にまで伸長し、ケシ栽培を拡大させた。タアンの主要な産業である茶の生産も激減し、タアンの農民はアヘンゲシのプランテーションで労働者としてアヘン生産に従事せざるを得なくなった。多数の男性が薬物中毒に陥った結果、稼ぎ手を失った家庭の生計を支えるために女性に負担が大きくのしかかった。
PSLF/TNLAは薬物をタアン民族の脅威であると見做しており、PSLF中央委員会は2012年8月に薬物撲滅のための5ヶ年計画を策定した。

### 麻薬中毒者の処遇
TNLAは麻薬中毒者を捕えて、「更生」と「リハビリ」を行い、その一部を強制的に徴兵するという反麻薬政策を取っている。中毒者はひげを剃られ、中古のオリーブグリーンの制服が支給されるが、これはTNLAの制服ではない。中毒者は「麻薬撲滅センター」へ送られ、武器を用いない規律訓練による「更生」 が行われる（「リハビリ」後にTNLA兵士となる者のために木製の擬製銃が与えられる）。そして、「リハビリ」は社会福祉を通じて行われる。ほとんどの場合、実際の地域社会サービスではなく、軍事キャンプの清掃維持活動を行うものである。「麻薬撲滅センター」に送られた中毒者の一部のみが入隊させられ、最終的に軍服を着る。すなわち、TNLAは麻薬のないタアン社会、タアンランドを作り上げるために、中毒者の身体・世帯・コミュニティを麻薬のない身体・世帯・コミュニティに変えるという物質的な実践を行っているのである。

### ケシ農場・ヘロイン工場の破壊
TNLAは反麻薬政策の一環として、ケシ農場やヘロイン精製工場の破壊工作を行なっている。TNLAは薬物の密輸を行う者を逮捕し、押収品を焼却している。
2024年3月、TNLAはナムカム郡区において1,000エーカー以上のケシ畑を破壊した。この地域はかつてパンセー民兵の支配地域にあった。
しかしながら、麻薬の前駆物質の密輸と麻薬取引は、TNLA にとって最良の課税機会であり、これから高い税率の税金を得ている。また、押収された麻薬はTNLA によってサプライチェーンに再度売却されることが多いと報告されている。TNLA が収入の一部をアヘン農家の作物代替の促進に役立てたという兆候はない。

### パンセー民兵との衝突
TNLAはウー・チョーミン率いるコロンリショーの民兵組織であるパンセー民兵を薬物汚染の根源であるとして敵視しており、2012年以降、パンセー地域のケシ栽培を巡って両勢力は衝突を繰り広げてきた。TNLAはパンセー民兵がアヘンとヤーバー（覚醒剤）を生産していると主張しており、パンセー地域においてアヘンの取引を行った者を逮捕し、身代金を要求している。その一方で、ミャンマー軍の退役軍人は、TNLAが駐屯するモンヨー地域にはタアン族の栽培するアヘンゲシの畑があるのにもかかわらずTNLAは一掃していないと指摘し、パンセー地域が戦略的に重要な土地であるため、TNLAはその支配を狙っているのだとしている。一連のTNLAとパンセー民兵の紛争の結果、タアン族とコロンリショーの民族間の不和が引き起こされた。このほかに、TNLAはパンセー民兵とSSA-S、ミャンマー軍が結託してTNLAを攻撃していると主張している。
TNLAはパンセー民兵の資金源となる事業をも攻撃対象にしており、2018年5月にはムセ郊外のパンセー民兵が所有するカジノを襲撃し、19人の死者を出した。
2020年4月、TNLAはパンセー民兵の所有する建設途中のホテルを手榴弾で攻撃した。

## 対中関係
TNLAを含むシャン州北部の武装勢力は、歴史的経緯および経済的、地理的な理由から中国の影響を受けている。中国政府はシャン州北部の武装勢力に対して国民統一政府（NUG）などの民主派勢力への関与を避け、政府との和平交渉に応じるよう圧力をかけている。しかし、中国政府の影響力は限定的であり、民主派勢力との関係構築を妨げるまでには至っていない。
2019年11月にTNLAから鹵獲した武器に先進的な武器が含まれていたとして、ミャンマー軍はTNLAを含むミャンマー北部の武装勢力に対して雲南省政府や人民解放軍が支援を行っていると主張した。
2024年8月29日、瑞麗市国家安全委員会はTNLAに対して、戦闘行為をやめるように警告する中国語の文書を送付した。文書には戦闘を中止しなければ懲罰的な措置を取るとの警告があった。TNLAは2025年4月末の和平協議の後、中国から戦闘を停止するように圧力を受けていることを明らかにした。瑞麗市国家安全委員会の文書や口頭での脅迫のほかに様々な手段による脅迫が行われているとしたが、中国の圧力で領土を放棄することはないと表明した。

## 徴兵
TNLAはタアン族に対して1世帯につき1人を徴兵するという厳格な徴兵ポリシーを敷いている。ただし、一人っ子世帯からは徴兵を行わない。また、TNLAは非タアン族からの徴兵を行っておらず、志願者を受け入れるのみにとどめている。前述したように、非タアン族の麻薬中毒者も麻薬撲滅センターにおける「更生」や「リハビリ」を受けるものの、TNLAに入隊させることはない。この徴兵政策は、世帯単位で徴兵を行うことで、パラウン自治区にとどまらない領域的拡がりをもつ「タアンランド」を空間的に構築する作業でもある。
2024年2月、軍事政権の徴兵制施行を受けて、TNLAは独自の新たな徴兵制を発表した。16歳以上の男子を2人以上有するタアン族の世帯は、兵役の義務が課せられる。
TNLA の徴兵ポリシーにおいては、2人の男子を有する世帯でも兵役が免除される条件が存在しており、その条件は男子の1人が出家している場合、病気または身体障害を有する場合である。さらに、3人以上の女子を有する世帯では、少なくとも1人の女子は TNLA に入隊しなければならない。ただし、女子の1人が民間組織の中央委員会の役職に就いている場合は徴兵免除が認められている。
TNLAの徴兵を逃れるために、ヤンゴンやマンダレーといった大都市の僧院に子どもを送るケースは非常に多い。TNLAの高官は徴兵が不人気であることを認めているものの、タアンの軍隊が強くなければタアン族は発展できないとして、徴兵政策を擁護している。
2022年にはTNLAによってシッポー郡区やチャウメー郡区、モンコー郡区において民間人を拉致して強制的に入隊させる徴兵が行われた。
2025年3月、TNLAはマンダレー地方域モーゴッにおいて市防衛隊を結成するために18歳から45歳までの男女を徴兵する計画を進めていることが報道された。

## 人権侵害
パンセー地域においては、TNLAによるコロンリショーの住民の逮捕が複数回発生している。
2019年1月、TNLAはパンマウン村、タクワン村、マンマイ村で18人の村人を逮捕し、1人あたり300万チャットの身代金の要求を行った。身代金を払った者は解放されたが、払わなかった者は拘束され続けた。TNLAはケシ取引に関与していた村人を逮捕したことを認めたが、身代金の要求については否認した。
2019年3月13日、TNLAによって逮捕された、あるいは既に解放されたコロンリショーの住民の家族がマンダレーで記者会見を行い、TNLAによる人権侵害を訴えた。家族らによると、3月初旬、ワヌ村、パンマウン村、タクワン村の住民18人がTNLAによって拘束された。一部の住民は1人あたり300万チャットの身代金支払いによって解放されたが、まだ解放されていない住民もいる。逮捕された住民の中には高齢者や子供、妊婦、若い女性もおり、暴行や拷問を受け、強制労働させられていると家族らは話した。同月16日、TNLAは同月6日にワヌの村民がケシ畑を耕作しているのを発見し、逮捕したと発表した。TNLAは村民に対し、PSLF/TNLAの麻薬取締法を説明し、16日にケシ畑を破壊させたうえで、ケシを栽培・取引しないという旨の誓約書に署名させた。逮捕された村民は村の行政官と長老の立ち会いのもと、家族の元に帰された。パンセー・コロンリショー委員会によると、解放されたのは16人中8人であり、TNLAに逮捕された村人はケシを栽培していなかったとされる。また、解放された村人の体からは拷問や暴行の痕跡があったと同委員会は主張している。
2020年2月24日、パンセー地域のワヌ村住民4人がTNLAに逮捕された。TNLAはケシ栽培を行っていた住民を逮捕したと主張したが、コロンリショー青年団は逮捕された住民はケシ栽培に関与していなかったとしている。